# Малыш (фильм, 2000)
«Малыш» (англ. The Kid) — американский фильм 2000 года.

## Сюжет
Бизнесмен Расс Дариц, которому скоро исполнится 40 лет, успешен в своей работе консультанта по имиджу, но имеет чёрствый характер и натянутые отношения со своим отцом. Однажды в очередной раз возвращаясь домой, он замечает у себя дома какого-то незнакомого мальчика, который вскоре бесследно исчезает. Решив, что это была галлюцинация, Расс посещает психиатра, но дома вновь натыкается на этого ребёнка, который всего лишь искал свой старый самолетик, ранее найденный Рассом. Поначалу Дариц хочет выгнать мальчика, но затем обнаруживает с ним определённые общие знания и родимые пятна, что в шоке заставляет его осознать, что этот мальчик, Расти, является самим Рассом в детские годы.
Немного успокоившись, Расс кратко рассказывает Расти о своей текущей жизни, на что мальчик печально резюмирует, что вырастет неудачником. Расти мечтает о псе Честере и о полётах на самолёте в качестве пилота, но Расс давно отказался от всех этих мечт.
Эми, коллега Расса, поначалу принимает Расти за сына Расса и критикует его за токсичный стиль воспитания, но Расти удаётся её переубедить. Он предлагает Рассу рассказать ей о происходящем, но тот уверен, что она всё равно им не поверит. Однако Эми и сама обо всём догадывается, увидев во время спора между Рассом и Расти, что их стиль речи почти совершенно одинаков.
Решив помочь Расти вернуться в прошлое, Расс отменяет все свои встречи и проводит с мальчиком весь день. Они вспоминают, что на их восьмилетие Расти неудачно подрался с бандой хулиганов, издевавшихся над псом-инвалидом Треногом. Эта беседа создаёт в дорожном тоннеле, по которому они едут, канал во времени, и по выезде из тоннеля они оказываются в 1968 году, который для Расти является родным временем.
С помощью маленькой подсказки Расса мальчик побеждает в драке, но это оказывается лишь половиной проблемы. За Расти приезжает мать, которая смертельно больна и поэтому не должна покидать дом по предписанию врача, за что отец сильно ругает мальчика, требуя от него повзрослеть и не подвергать мать смертельной опасности. Расс, наблюдавший за этим издали, понимает, что именно из-за этой ссоры он и стал тем, кто он сейчас.
Расс утешает Расти и уверяет, что отец на самом деле вовсе не считал его виновником смерти матери, а просто боялся воспитывать его без неё. Тем не менее, Расс понимает, что будущее Расти не изменилось, т.к. эмоциональный урон ему уже нанесён.
Весь оставшийся день мальчик и мужчина проводят вместе, празднуя общий день рождения, как вдруг мимо них проходит пожилой человек с псом по имени Честер. Они выходят за ним на улицу и в шоке понимают, что попали в будущее: мужчина оказывается постаревшим Рассом, который не только обзавёлся Честером и целой коллекцией самолётов, но и завёл семью с Эми. Расс и Расти в восторге от этой новости, и мальчик исчезает в родное время. Расс осознает, что Расти был послан к нему для того, чтобы помочь изменить свою жизнь к лучшему.
На следующий день Расс звонит отцу и предлагает встретиться, желая наверстать упущенное за годы. Затем он покупает Честера, ещё щенка, и идёт с ним к Эми, которая впускает его к себе, знаменуя начало их отношений.

## В ролях
| Актёр             | Роль                     |
| ----------------- | ------------------------ |
| Брюс Уиллис       | Расс Дариц               |
| Спенсер Бреслин   | Малыш Расти              |
| Эмили Мортимер    | Эми                      |
| Лили Томлин       | Джанет                   |
| Джин Смарт        | Дейдра Лефевр            |
| Чи Макбрайд       | Кенни                    |
| Дэниэл Фон Барген |                          |
| Дана Айви         | доктор Сьюзан Александер |
| Джери Райан       | играет себя              |
| Хуанита Мур       |                          |